# Calvin Souther Fuller
Calvin Souther Fuller (* 25. Mai 1902 in Chicago, Illinois; † 28. Oktober 1994 in Vero Beach, Florida) war ein US-amerikanischer Chemiker, bekannt als Pionier in der Halbleiterforschung und einer der Erfinder der Solarzelle.

## Leben
Fuller studierte an der University of Chicago Chemie mit dem Bachelor-Abschluss 1926 und wurde dort 1929 bei William D. Harkins mit der Arbeit I. An apparatus for measuring strong magnetic fields. II. The magnetic susceptibiliity of nitric oxide. III. The glaser effect in Physikalischer Chemie promoviert. Nebenbei arbeitete er als analytischer Chemiker und für die Chicago Tribune als Photograveur. Von 1930 bis zu seiner Pensionierung 1967 war er an den Bell Laboratories. Im Zweiten Weltkrieg koordinierte er im Regierungsauftrag die Entwicklung von synthetischem Kautschuk. Von 1945 bis 1950 war er Forschungsberater des Department of Defense.
An den Bell-Laboratories war er Anfang der 1950er Jahre ein Pionier in der Herstellung von pn-Übergängen mit Diffusion (parallel zu William Crawford Dunlap bei General Electric).
1954 entwickelte er mit Daryl Chapin und Gerald Pearson die Silizium-Solarzelle, damals Solarbatterie genannt. Die Vorstellung der Solarzelle 1954 durch Bell Laboratories war ein großes Medienereignis. Sie wurde vom Militär ab 1958 in Satelliten (siehe Vanguard I) eingesetzt und bewies ihre Eigenschaft als wartungsfreie Langzeitstromquelle. Ihre Weiterentwickelung ist seit den 1990er Jahren ein Hauptelement der regenerativen Stromerzeugung (siehe Geschichte der Photovoltaik).
Daneben forschte er bei den Bell Laboratories auch über Polymere, zum Beispiel Materialien für Koaxialkabel die auch bei hohen Frequenzen isolieren, wozu er Polyethylen verwendete. Er hielt 33 Patente.
2008 wurde Fuller in die National Inventors Hall of Fame mit Daryl Chapin und Gerald Pearson für die Erfindung der Silizium-Solarzelle aufgenommen. 1963 erhielt er die John Price Wetherill Medal des Franklin Institute, 1956 die John Scott Medal der Stadt Philadelphia, 1985 den Photovoltaic Founders Award des IEEE und 1981 den Krupp-Preis. 1964 wurde er Fellow der American Association for the Advancement of Science.
Er war seit 1932 mit Willimine Works verheiratet und hatte drei Kinder. Im Ruhestand zog er nach Vero Beach.

## Schriften
- D. M. Chapin, C. S. Fuller, G. L. Pearson: A New Silicon p-n Junction Photocell for Converting Solar Radiation into Electrical Power. In: Journal of Applied Physics. Band 25. American Institute of Physics, Mai 1954, ISSN 0021-8979, S. 676–677 (A New Silicon p‐n Junction Photocell for Converting Solar Radiation into Electrical Power [PDF]).